# Litoria lesueurii
Lesueur's Frog (Litoria lesueuri) es una especie de anfibio anuro del género Litoria de la familia Pelodryadidae. 

## Distribución geográfica
Originaria de Australia, vive en Territorio Capital, Nueva Gales del Sur y partes de Victoria.
Esta rana vive en bosques, secas y tropicales ambos. También puede buscar comida en terrenos en los que pastan animales. La hembra pone sus huevos en charcos cerca de arroyos y otros lugares donde el agua no fluye con rapidez. Los huevos se adhieren a la parte inferior de las rocas y al fondo del charco de agua.
Esta rana puede ser portadora de quitridiomicosis.